# Koslows babax
Koslows babax (Pterorhinus koslowi) is een zangvogel uit de familie Leiothrichidae. Deze vogel is genoemd naar de Russische ontdekkingsreiziger Pjotr Kozlov.

## Verspreiding en leefgebied
Deze soort komt voor in China en telt twee ondersoorten:
- P. k. koslowi: zuidelijke-centraal China.
- P. k. yuquensis: zuidoostelijk Tibet.